# Carl Jeppe

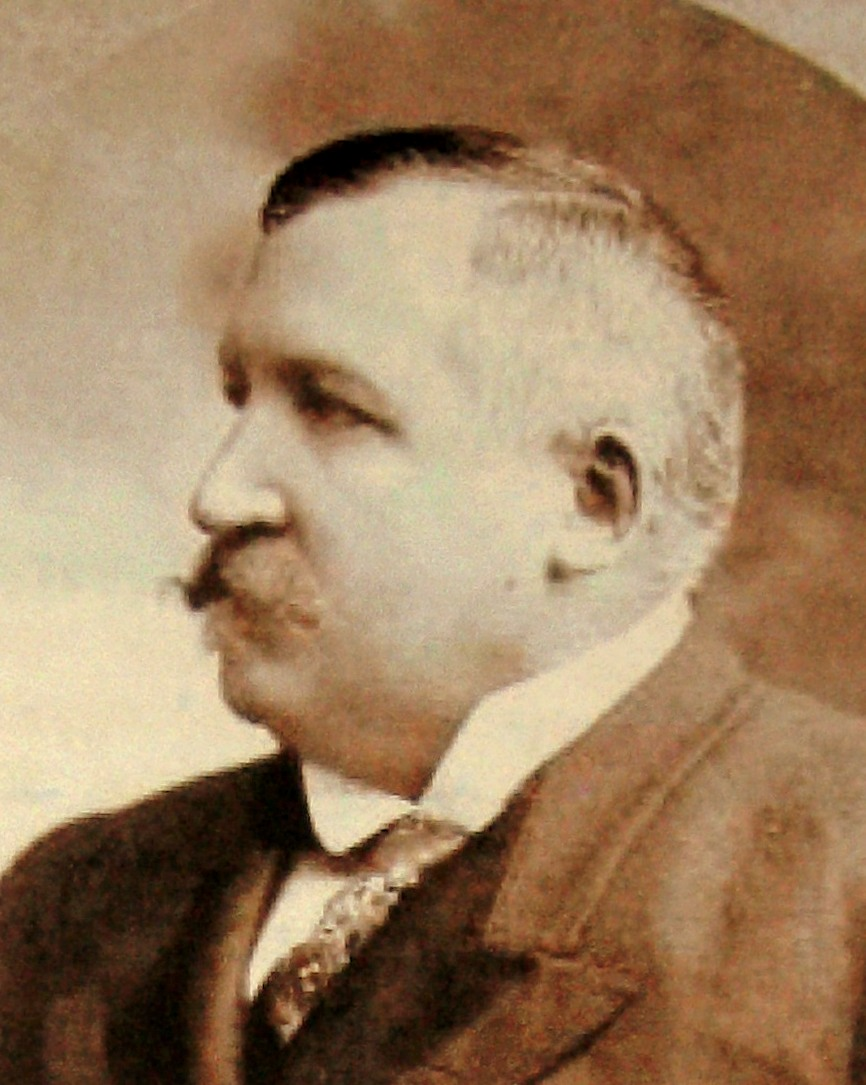
Carl Jeppe, um 1900

Carl Ludwig Theodor Abraham Jeppe, in der Literatur auch Carl Abraham Theodor Ludwig Jeppe (* 23. März 1858 in Rostock; † 12. Juni 1933 in Pretoria) war ein deutschstämmiger Jurist, Geschäftsmann und Politiker in Südafrika.

## Leben
Carl Jeppe war der älteste Sohn des Rostocker Kaufmanns und späteren Inhabers der Landwirtschaftlichen Maschinenbauanstalt und Eisengießerei zu Bützow Christian Ernst Gottlieb Julius Jeppe sen. (1821–1893) und dessen Frau Barbara (Betty), geb. Fritsch (1836–1894). Sein Großvater war der Rostocker Ökonomierat Carl Friedrich Wilhelm Jeppe (1792–1852), Berater für wirtschaftliche Fragen des Großherzogs von Mecklenburg-Schwerin.
Michaelis 1865 folgte Jeppes Einschulung im Realgymnasium zu Bützow, dieses verließ er im April 1870 durch die Auswanderung der Familie über England nach Transvaal.  Die Jeppes waren für kurze Zeit auf der Farm Morgenzon in der Nähe von Rustenburg. Die nächsten Nachbarn, darunter der Generalkommandant S. J. P. Kruger, hinterließen bei dem jungen Mann einen bleibenden Eindruck. In Pretoria erhielt Jeppe seine weitere Schulbildung. Vor seinem achtzehnten Lebensjahr wurde er als Angestellter bei einem Anwalt eingeschrieben.
Jeppe kämpfte im Sekhukhune-Krieg als Adjutant von Oberst Ignatius Ferreira. Während des ersten Anglo-Buren-Krieges kämpfte er für die Briten bei den Pretoria Carabineers. Nach dem Krieg nahm er seinen Dienst in der Anwaltskanzlei wieder auf, bis er zum Staatsanwalt in Waterberg ernannt wurde, wo er auch oft als Richter tätig werden musste. Im Jahr 1878 wurde er Staatsanwalt in Standerton, wo er auch oft als Richter fungierte. 1880 trat er von dieser Position zurück, um eine Anstellung bei L. P. Ford als Rechtsanwaltsanwärter aufzunehmen. Ford war damals Generalstaatsanwalt von Transvaal. Die Jeppes taten sich mit dem Rechtsanwalt Lewis Peter Ford zusammen. Sie gründeten die Firma Ford & Jeppe Estate Company, Hauptgesellschafter waren Julius Jeppe sen., Carl und der Bruder Julius Jr.
Aus deren Immobilienentwicklungsaktivitäten entstanden die ältesten Vororte von Johannesburg, Fordsburg (1888) und Jeppestown (1889).
Nach weiteren juristischen Studien wurde er 1890 als Rechtsanwalt in Transvaal zugelassen und war der erste Vorsitzende der Bergbaukammer. Er war ein Gründungsmitglied des Rand Clubs. Er vertrat Johannesburg im Volksraad als Progressiver und kämpfte für die Rechte der Uitlander. Präsident Kruger schätzte ihn so sehr, dass er ihn in das Komitee berief, das nach dem Jameson-Überfall die Kontrolle über den unruhigen Witwatersrand ausüben sollte. Nach dem Zweiter Burenkrieg, in dem Carl von den Briten verhaftet, aber auf Bewährung freigelassen wurde, praktizierte er als Anwalt am Kap. Eine schwere Krankheit brachte ihn 1908 zurück in die Provinz Transvaal.
Im Jahr 1913 wurde er zum Richter des Water Tribunals für Südafrika ernannt und wurde zu einer der größten Autoritäten Südafrikas in Sachen Wasserrechte und Rechtsstreitigkeiten. Carl war 25 Jahre lang Mitglied des Verwaltungsrats des Zoos von Pretoria. Als begabter Schriftsteller verfasste Carl das Buch The Kaleidoscopic Transvaal über die frühe Geschichte des Landes. Er schrieb Kurzgeschichten sowohl auf Englisch als auch auf Niederländisch und verdeutlichte damit den damals aufflammenden Sprachenkonflikt. Er starb 1933 in Pretoria.

## Familie
Im Jahr 1885 heiratete er Maria (Marie) Albertina Offers Juta (1862–1928), eine Tochter von Coenraad Jacobus Juta, Chefsheriff der Zuid-Afrikaansche Republiek. Aus der Ehe gingen eine Tochter und vier Söhne hervor.

## Werke
- Carl Jeppe: The Kaleidoscopic Transvaal. Chapman & Hall, 1906 (archive.org).